# Challenger de Barranquilla 2012
El torneo Seguros Bolívar Open Barranquilla 2012 fue un torneo profesional de tenis. Perteneció al ATP Challenger Series 2012. Se disputó su 2ª edición sobre superficie de tierra batida, en Barranquilla, Colombia entre el 26 de marzo y el 1 de abril de 2012.

## Jugadores participantes del cuadro de individuales

### Cabezas de serie
| País                 | Jugador               | Rank1 | Favorito |
| -------------------- | --------------------- | ----- | -------- |
| Bandera de Colombia  | Alejandro Falla       | 71    | 1        |
| Bandera de Brasil    | João Souza            | 104   | 2        |
| Bandera de Argentina | Diego Junqueira       | 112   | 3        |
| Bandera de Francia   | Éric Prodon           | 114   | 4        |
| Bandera de Chile     | Paul Capdeville       | 119   | 5        |
| Bandera de España    | Rubén Ramírez Hidalgo | 121   | 5        |
| Bandera de Argentina | Horacio Zeballos      | 127   | 7        |
| Bandera de Italia    | Matteo Viola          | 154   | 8        |

- 1 Corresponde al ranking del 19 de marzo de 2012.

### Otros participantes
Los siguientes jugadores recibieron una invitación (wild card), por lo tanto ingresan directamente al cuadro principal:
- Alejandro Falla
- Robert Farah
- Nicolás Massú
- Matías Sborowitz

Los siguientes jugadores ingresan al cuadro principal tras disputar el cuadro clasificatorio:
- Andrés Molteni
- Nicholas Monroe
- Pedro Sousa
- Simon Stadler

## Campeones

### Individual Masculino
Challenger de Barranquilla 2012 (individual masculino)
- Alejandro Falla derrotó en la final a  Horacio Zeballos, 6–4, 6–1

### Dobles
Challenger de Barranquilla 2012 (dobles masculino)
- Nicholas Monroe /  Maciek Sykut derrotaron en la final a  Marcel Felder /  Frank Moser, 2–6, 6–3, [10–5]